# Pablo Agustín Comelles
Pablo Agustín Comelles (San Vicente, Córdoba, 4 de julio de 1954 - Villa Allende, 23 de agosto de 2018) fue un futbolista y director técnico argentino. Su posición fue la de lateral derecho.
Jugó en River Plate, Boca Juniors, San Lorenzo de Almagro, Talleres (C) y Belgrano. Con el primero obtuvo el Campeonato Metropolitano 1975, cortando la racha de River de dieciocho años sin campeonar. Con la camiseta de River jugó 185 partidos y marcó tres goles. Obtuvo seis títulos: los bicampeonatos de 1975 y 1979, el Metropolitano 1977 y el Campeonato 1980. Vistió la camiseta del Club hasta 1981.
T

## Trayectoria

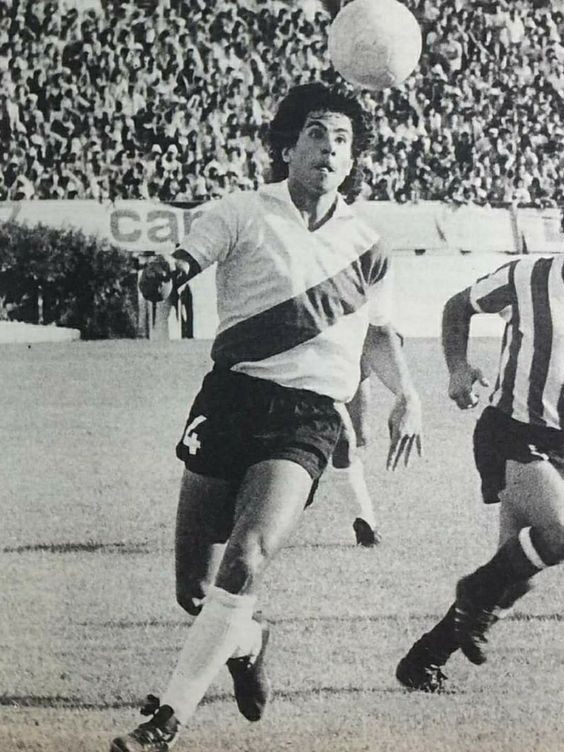
Disputando un partido con River

### Jugador
Surgió de las inferiores de Club Atlético Argentino Peñarol de Córdoba.
Tuvo su debut en 1974 con Talleres de Córdoba, de la mano de Ángel Labruna, quien más tarde lo llevó a River Plate al año siguiente tras el llamado expreso del millonario. Jugando allí de 1975 a 1981 ganó los campeonatos metropolitanos de 1975, 1977, 1979 y el de 1980, así como los torneos nacionales de 1975 y 1979. Disputó en esta etapa con la banda 185 partidos, convirtiendo tres goles.
Tras un breve paso en Boca Juniors, jugó en San Lorenzo de Almagro, participando del regreso a la Primera División en 1982 en donde jugó 35 partidos con un gol anotado. Luego jugó en Belgrano, Atlanta, Independiente de Neuquén, Deportivo Roca y Cipoletti, para más tarde volver al fútbol en 1992 en Cinco Saltos, también de Río Negro.

### Entrenador
Posterior a su retiro, se dedicó a ser director técnico. Logró el ascenso de San Martín de San Juan, Juventud Antoniana, Independiente Rivadavia y General Paz Juniors a la Primera B Nacional.

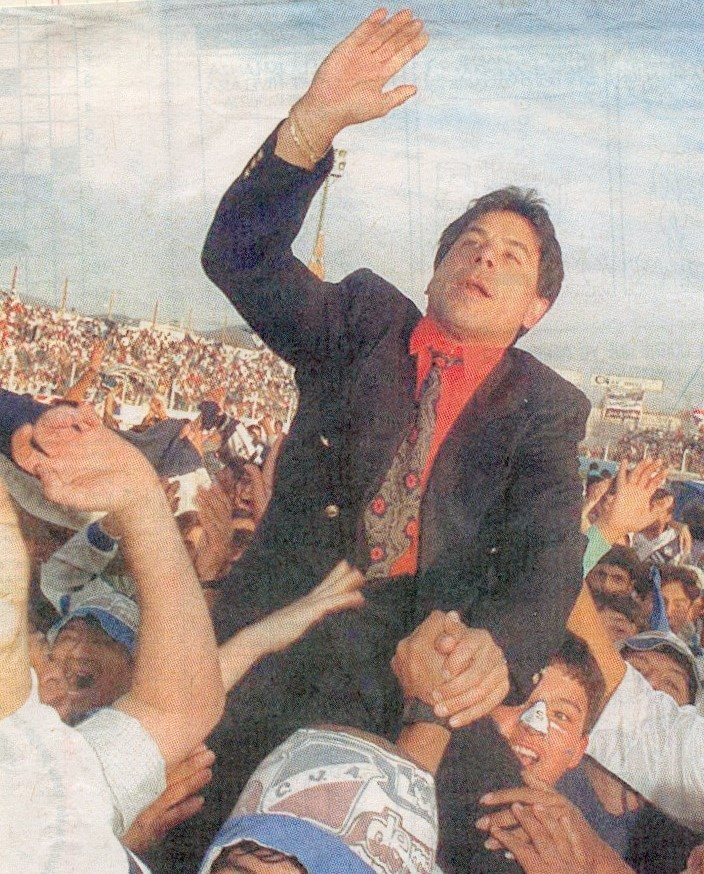
Comelles tras conseguir el ascenso a la Primera B Nacional con Juventud Antoniana, el segundo consecutivo en su cuenta personal.

## Clubes

### Como jugador
| Club                    | País      | Período   |
| ----------------------- | --------- | --------- |
| Talleres (C)            | Argentina | 1974      |
| River Plate             | Argentina | 1975-1980 |
| Boca Juniors            | Argentina | 1982-1983 |
| San Lorenzo de Almagro  | Argentina | 1982-1982 |
| Belgrano                | Argentina | 1984-1984 |
| Atlanta                 | Argentina | 1986-1986 |
| Independiente (Neuquén) | Argentina | 1986-1986 |
| Deportivo Roca          | Argentina | 1986-1987 |
| Cipoletti               | Argentina | 1987-1989 |
| Cinco Saltos            | Argentina | 1992      |

### Como entrenador
| Club                    | País      | Período   |
| ----------------------- | --------- | --------- |
| Trinidad (SJ)           | Argentina | 1993      |
| San Martín (SJ)         | Argentina | 1994-1996 |
| Juventud Antoniana      | Argentina | 1997-1998 |
| Independiente Rivadavia | Argentina | 1998-1999 |
| General Paz Juniors     | Argentina | 1999-2000 |

## Palmarés

### Como jugador

#### Torneos nacionales
| Título           | Club        | País      | Año    |
| ---------------- | ----------- | --------- | ------ |
| Primera División | River Plate | Argentina | M-1975 |
| Primera División | River Plate | Argentina | N-1975 |
| Primera División | River Plate | Argentina | M-1977 |
| Primera División | River Plate | Argentina | M-1979 |
| Primera División | River Plate | Argentina | N-1979 |
| Primera División | River Plate | Argentina | M-1980 |

### Como entrenador

#### Torneos regionales
| Título                    | Club          | Provincia | Año  |
| ------------------------- | ------------- | --------- | ---- |
| Liga Sanjuanina de Fútbol | Trinidad (SJ) | San Juan  | 1993 |

#### Torneos nacionales
| Título              | Club                    | País      | Temporada |
| ------------------- | ----------------------- | --------- | --------- |
| Torneo del Interior | San Martín (SJ)         | Argentina | 1994-95   |
| Torneo Argentino A  | Juventud Antoniana      | Argentina | 1997-98   |
| Torneo Argentino A  | Independiente Rivadavia | Argentina | 1998-99   |
| Torneo Argentino A  | General Paz Juniors     | Argentina | 1999-00   |